# Donald McAlpine
Donald McAlpine (ur. 13 kwietnia 1934 w Quandialla w stanie Nowa Południowa Walia) – australijski operator filmowy, nominowany do Oscara za zdjęcia do musicalu Moulin Rouge! (2001) w reżyserii Baza Luhrmanna.
W latach 50. i 60. pracował w Parkes jako nauczyciel wychowania fizycznego. Jego kariera operatora rozpoczęła się, gdy nagrywał sportowców przygotowujących się do Igrzysk Olimpijskich w Melbourne (1956). W latach 70. nawiązał współpracę z australijskim reżyserem Bruce’em Beresfordem, realizując zdjęcia do większości jego wczesnych filmów. W późniejszym okresie był autorem zdjęć do takich filmowych hitów, jak m.in. Predator (1987) czy Pani Doubtfire (1993).

## Filmografia
- Przygody Barry’ego McKenzie (1972; reż. Bruce Beresford)
- Barry McKenzie Holds His Own (1974; reż. Bruce Beresford)
- Przyjęcie u Dona (1976; reż. Bruce Beresford)
- Patrick (1978; reż. Richard Franklin)
- Moja wspaniała kariera (1979; reż. Gillian Armstrong)
- Klub (1980; reż. Bruce Beresford)
- Sprawa Moranta (1980; reż. Bruce Beresford)
- Syn Ziemi (1980; reż. Peter Collinson)
- Opowieści o rozkwitaniu (1981; reż. Bruce Beresford)
- Burza (1982; reż. Paul Mazursky)
- Harry i syn (1984; reż. Paul Newman)
- Moskwa nad rzeką Hudson (1984; reż. Paul Mazursky)
- Król Dawid (1985; reż. Bruce Beresford)
- Włóczęga z Beverly Hills (1986; reż. Paul Mazursky)
- Sierotki (1987; reż. Alan J. Pakula)
- Predator (1987; reż. John McTiernan)
- Przeprowadzka (1988; reż. Alan Metter)
- Dyktator z Paradoru (1988; reż. Paul Mazursky)
- Do zobaczenia rano (1989; reż. Alan J. Pakula)
- Spokojnie, tatuśku (1989; reż. Ron Howard)
- Stanley i Iris (1990; reż. Martin Ritt)
- Ciężka próba (1991; reż. John Badham)
- Szansa dla karierowicza (1991; reż. Bryan Gordon)
- Uzdrowiciel z tropików (1992; reż. John McTiernan)
- Czas patriotów (1992; reż. Phillip Noyce)
- Człowiek bez twarzy (1993; reż. Mel Gibson)
- Pani Doubtfire (1993; reż. Chris Columbus)
- Stan zagrożenia (1994; reż. Phillip Noyce)
- Dziewięć miesięcy (1995; reż. Chris Columbus)
- Romeo i Julia (1996; reż. Baz Luhrmann)
- Lekcja przetrwania (1997; reż. Lee Tamahori)
- Mamuśka (1998; reż. Chris Columbus)
- Moulin Rouge! (2001; reż. Baz Luhrmann)
- Wehikuł czasu (2002; reż. Simon Wells)
- Piotruś Pan (2003; reż. P.J. Hogan)
- Dwóch gniewnych ludzi (2003; reż. Peter Segal)
- Opowieści z Narnii: Lew, czarownica i stara szafa (2005; reż. Andrew Adamson)
- X-Men Geneza: Wolverine (2009; reż. Gavin Hood)
- Główna ulica (2010; reż. John Doyle)
- W afekcie (2012; reż. P.J. Hogan)
- Gra Endera (2013; reż. Gavin Hood)
- Projektantka (2015; reż. Jocelyn Moorhouse)
- Ali się żeni (2017; reż. Jeffrey Walker)